# La Drôme Classic 2023
11. ročník jednodenního cyklistického závodu La Drôme Classic se konal 26. února 2023 ve francouzském departementu Drôme. Vítězem se stal Francouz Anthony Perez z týmu Cofidis. Na druhém a třetím místě se umístili Portugalec Rui Costa (Intermarché–Circus–Wanty) a Ital Andrea Bagioli (Soudal–Quick-Step). Závod byl součástí UCI ProSeries 2023 na úrovni 1.Pro.

## Týmy
Závodu se zúčastnilo 13 z 18 UCI WorldTeamů, 6 UCI ProTeamů a 2 UCI Continental týmy. Každý tým přijel se sedmi závodníky kromě týmů AG2R Citroën Team, Astana Qazaqstan Team, Intermarché–Circus–Wanty, Team Jayco–AlUla, Trek–Segafredo, Uno-X Pro Cycling Team a UAE Team Emirates s šesti jezdci, na start se tak postavilo 140 jezdců. Do cíle v Étoile-sur-Rhône dojelo 72 z nich.
UCI WorldTeamy
- AG2R Citroën Team
- Arkéa–Samsic
- Astana Qazaqstan Team
- Bora–Hansgrohe
- Cofidis
- EF Education–EasyPost
- Groupama–FDJ
- Intermarché–Circus–Wanty
- Soudal–Quick-Step
- Team DSM
- Team Jayco–AlUla
- Trek–Segafredo
- UAE Team Emirates

UCI ProTeamy
- Bingoal WB
- Israel–Premier Tech
- Lotto–Dstny
- Team TotalEnergies
- Tudor Pro Cycling Team
- Uno-X Pro Cycling Team

UCI Continental týmy
- CIC U Nantes Atlantique
- St. Michel–Mavic–Auber93

## Výsledky
| Pořadí | Jezdec                         | Tým                      | Čas        |
| ------ | ------------------------------ | ------------------------ | ---------- |
| 1      | Anthony Perez (FRA)            | Cofidis                  | 4h 57' 26" |
| 2      | Rui Costa (POR)                | Intermarché–Circus–Wanty | + 1' 11"   |
| 3      | Andrea Bagioli (ITA)           | Soudal–Quick-Step        | + 1' 11"   |
| 4      | David Gaudu (FRA)              | Groupama–FDJ             | + 1' 13"   |
| 5      | Quinn Simmons (USA)            | Trek–Segafredo           | + 1' 13"   |
| 6      | Mattias Skjelmose Jensen (DEN) | Trek–Segafredo           | + 1' 34"   |
| 7      | Georg Zimmermann (GER)         | Intermarché–Circus–Wanty | + 1' 38"   |
| 8      | Simon Clarke (AUS)             | Israel–Premier Tech      | + 1' 41"   |
| 9      | Corbin Strong (NZL)            | Israel–Premier Tech      | + 1' 43"   |
| 10     | Dorian Godon (FRA)             | AG2R Citroën Team        | + 1' 48"   |